# Städtische Galerie im Lenbachhaus

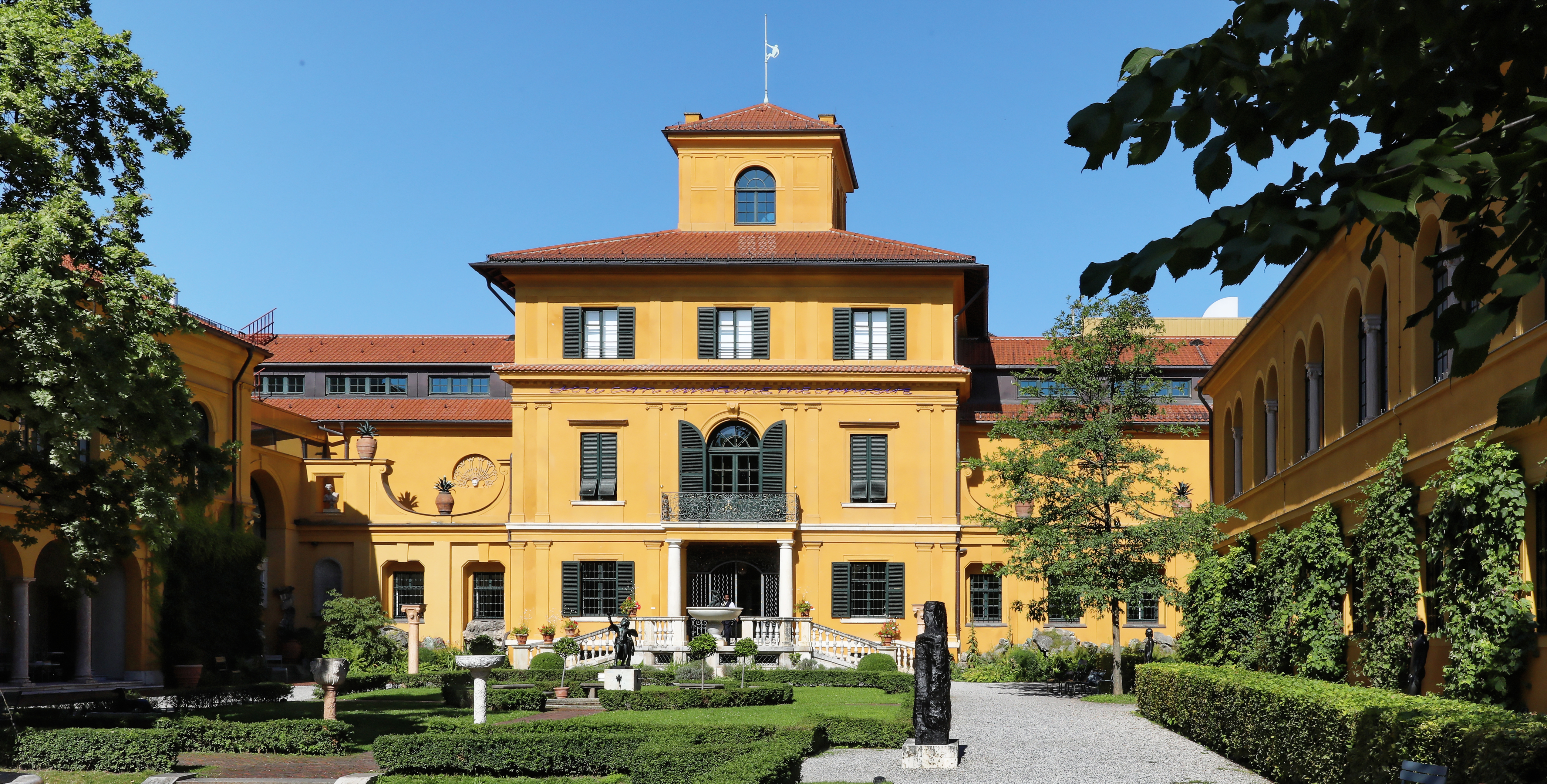
Lenbachhaus, 2023

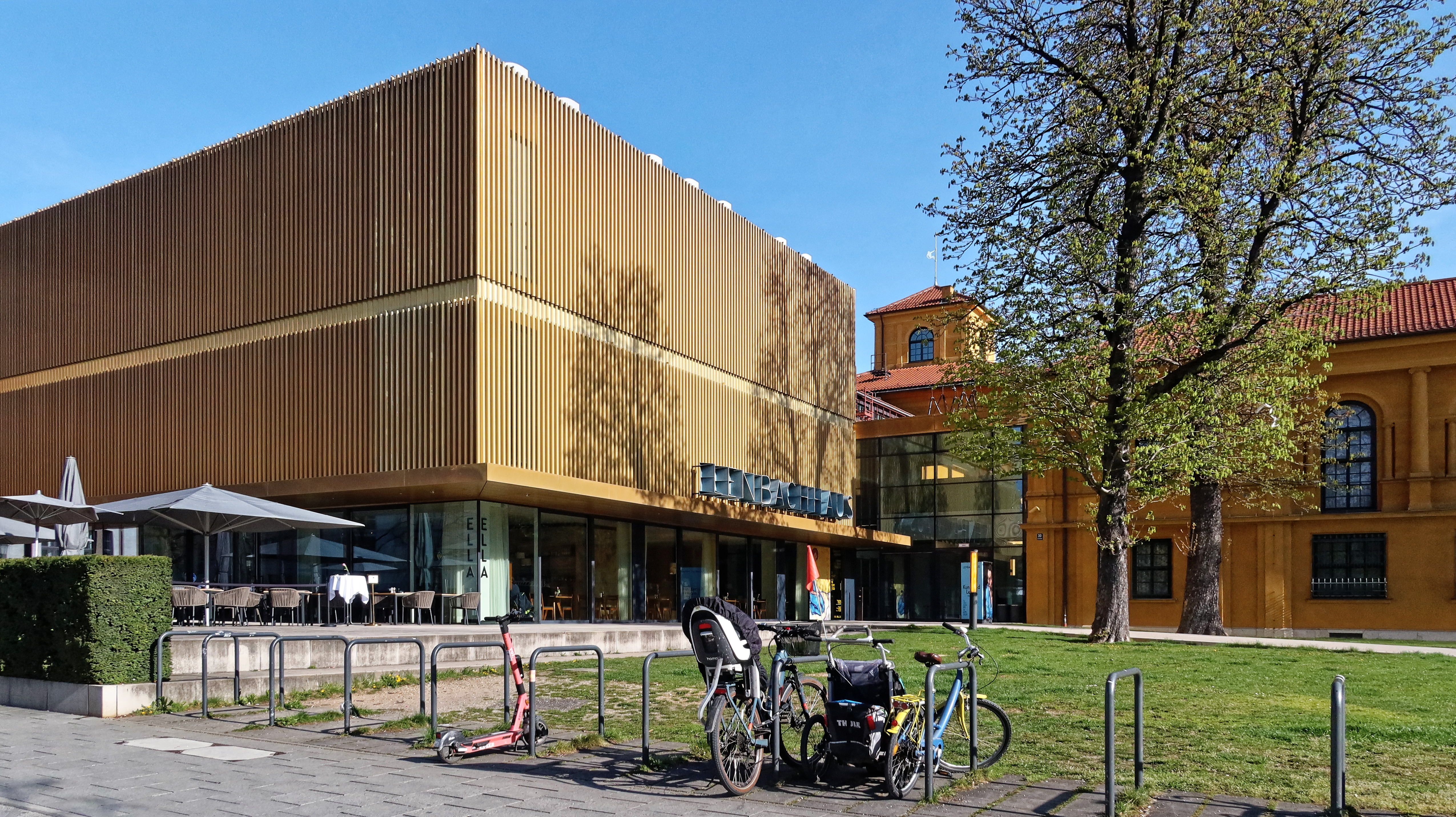
Neubautrakt, 2023

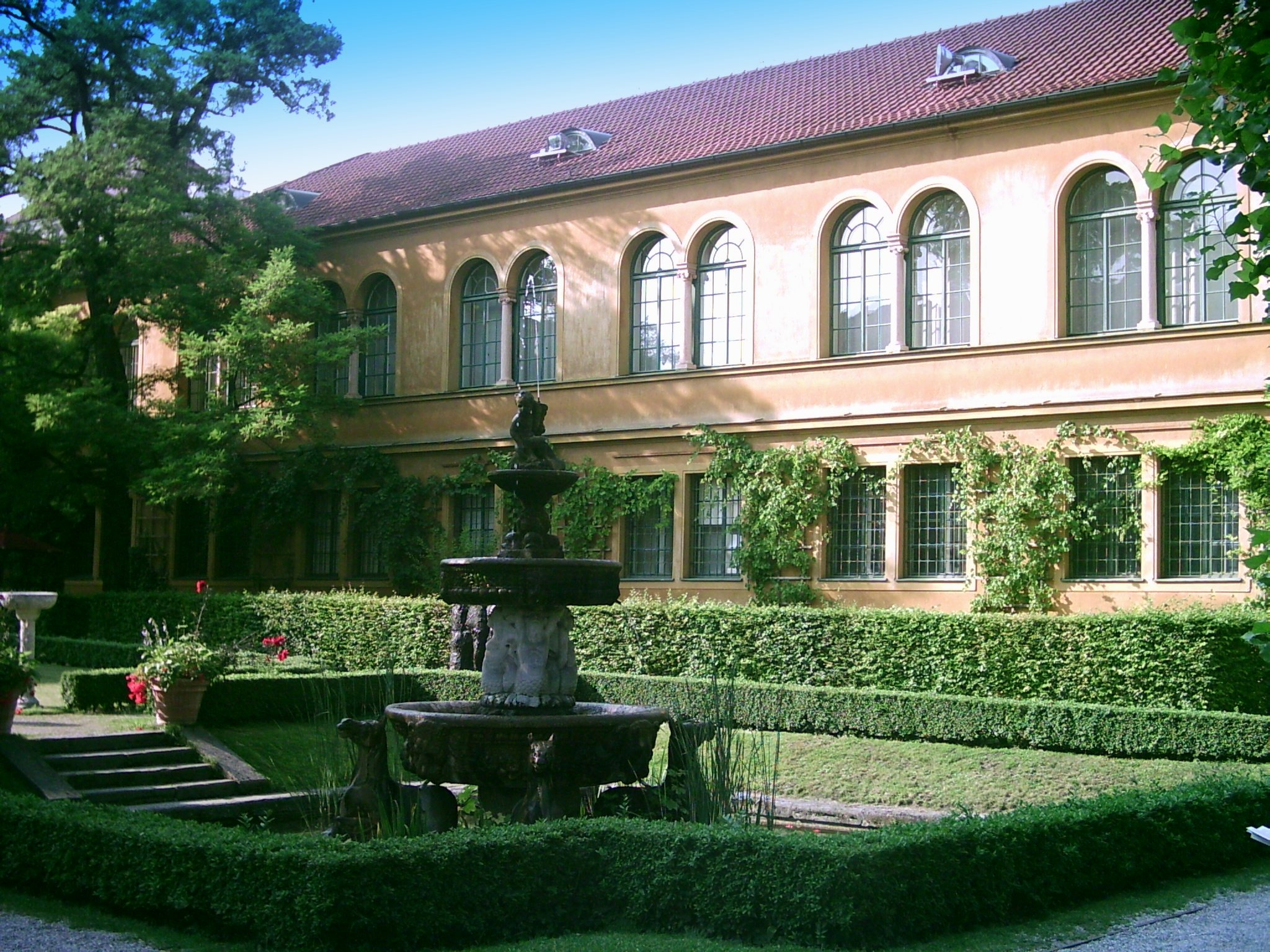
Nordflügel

Die Städtische Galerie im Lenbachhaus ist ein Kunstmuseum der bayerischen Landeshauptstadt München. Es ist im Lenbachpalais untergebracht, der denkmalgeschützten Villa des „Malerfürsten“ Franz von Lenbach in der Luisenstraße 33 im Kunstareal München (Maxvorstadt). Die Villa wurde zwischen 1887 und 1891 nach Plänen von Gabriel von Seidl erbaut und 1927 bis 1929 durch Hans Grässel sowie 1969 bis 1972 durch Heinrich Volbehr und Rudolf Thönessen erweitert. Einige Räume wurden im Originalzustand erhalten und können im Rahmen eines Ausstellungsbesuchs besichtigt werden.
Die Eröffnung erfolgte 1929. Von 2009 bis zur Wiedereröffnung am 8. Mai 2013 wurde das Lenbachhaus generalsaniert und um einen Erweiterungsbau des Architekturbüros Foster + Partners ergänzt.
Direktor des Museums ist Matthias Mühling. Er übernahm das Amt zum Jahreswechsel 2013/14. Zuvor wurde das Museum u. a. von Hans Konrad Röthel (1956–1971), Erika Hanfstaengl (1971/72 kommissarisch), Michael Petzet (1972–1974), Armin Zweite (1974–1990) und Helmut Friedel (1990–2013) geleitet.
Die Städtische Galerie im Lenbachhaus ist Teil des Kunstareals München in der Maxvorstadt. Hier können 18 Museen und Ausstellungshäuser sowie ungefähr 40 Galerien und sechs Hochschulen fußläufig erreicht werden.
Das Museum gehört der MuSeenLandschaft Expressionismus an, zusammen mit dem Museum der Phantasie („Buchheim-Museum“) in Bernried am Starnberger See, dem Franz Marc Museum in Kochel am See, dem Museum Penzberg sowie dem Schloßmuseum Murnau.

## Sammlung

### Ständige Sammlung/Ausstellung
Das Museum begann mit der städtischen Sammlung von in München arbeitenden Malern, insbesondere des 18. und 19. Jahrhunderts. Dabei sammelte der Rat der Stadt eher nicht oder noch nicht akademische Künstler, während die Bayerischen Staatsgemäldesammlungen für die Alte und die Neue Pinakothek Arbeiten der Maler der Bayerischen Akademie der Schönen Künste erwarben. So besitzt das Lenbachhaus unter anderem Werke von Jan Polack, Christoph Schwartz, George Desmarées (Gräfin Holstein 1754), Wilhelm von Kobell, Johann Georg von Dillis, Carl Rottmann, Carl Spitzweg, Eduard Schleich, Carl Theodor von Piloty, Franz von Stuck, Franz von Lenbach, Friedrich August von Kaulbach, Wilhelm Leibl, Wilhelm Trübner und Hans Thoma. Die Malerei des 19. Jahrhunderts aus dem Kreis der so genannten Münchner Schule ist im Nordflügel zu sehen. Auch Mitglieder der 1892 gegründeten Münchner Secession, wie Lovis Corinth, Max Slevogt, Fritz von Uhde und Emilie von Hallavanya sind ausgestellt.
2012 vereinbarten die Münchener Christoph Heilmann Stiftung und die Städtische Galerie im Lenbachhaus eine enge Zusammenarbeit; dabei wurden dem Lenbachhaus rund hundert Werke der Stiftung überlassen. Neben der Münchner Schule werden neu auch die Dresdner Romantik und die Berliner und Düsseldorfer Schule in charakteristischen Einzelbeispielen gezeigt. Besonders wichtig ist der erstmals darstellbare Zusammenhang mit den Malern von Barbizon in Frankreich. So besitzt das Lenbachhaus nun ein Hauptwerk von Gustave Courbet, der 1851 erstmals in München ausstellte.
Seinen Weltruhm verdankt das Lenbachhaus der einmaligen Sammlung von Werken der Gruppe Der Blaue Reiter mit zahlreichen Bildern von Alexej Jawlensky, Wassily Kandinsky, Gabriele Münter, Franz Marc, August Macke, Marianne von Werefkin und Paul Klee. 1957 übertrug Gabriele Münter ihre Sammlung dem Lenbachhaus.
Daneben sind Werke der Neuen Sachlichkeit mit Werken von Christian Schad, Rudolf Schlichter und weiteren zu sehen.
Seit 1979 kauft das Lenbachhaus auch zeitgenössische Kunst an, die nur indirekt mit München verbunden ist. Zentrale Stücke sind das Environment zeige deine Wunde von Joseph Beuys, das zum Zentrum einer Beuys-Sammlung aus der Sammlung Lothar Schirmer wurde. Bestandteil dieser Sammlung ist auch Joseph Beuys’ Badewanne. 1996 wurde der Atlas, die autobiographische Skizzen- und Material-Sammlung von Gerhard Richter, erworben. 2015 kam Der Laden von Hans-Peter Feldmann hinzu, um den herum die Gegenwartskunst unter dem Motto So ein Ding muss ich auch haben neu geordnet wurde.
Das Lenbachhaus besitzt 28 000 Kunstwerke (Stand: 2016). Von den Arbeiten, die bis 1900 entstanden, stammt lediglich ein Prozent von Frauen. Berücksichtigt man alle Werke bis zum Ende des Zweiten Weltkriegs, kommt man auf einen Anteil von sechs Prozent, von 1946 bis 2015 erhöhte sich der Bestand etwas auf elf Prozent.

#### Restitution von NS-Raubkunst

Paul Klee: Sumpflegende (1919)

1950 war die Galerie im Lenbachhaus die erste deutsche Institution, die Kunstwerke restituierte. Die Erben des jüdischen Kunstsammlers Michael Berolzheimer forderten Zeichnungen von Bonaventura Genelli sowie Blätter anderer Künstler zurück und erhielten sie.
Richtig in Gang kam die Restitution von Kunstwerken an deren rechtmäßige Besitzer bzw. ihre Erben jedoch erst Ende des letzten Jahrhunderts mit der Washingtoner Erklärung, die die Restitution von NS-Raubkunst fordert. Im Anschluss daran beschloss der Kulturausschuss der Stadt München 1999, die Recherche nach jüdischem Kunstbesitz in den städtischen Museen zu unterstützen. So betreibt auch das Lenbachhaus Provenienzforschung zu Werken, die vor 1945 entstanden sind und nach 1933 in die Sammlung gelangten. Von 1933 bis 1945 erwarben die Städtische Galerie und die Lenbachgalerie insgesamt 6603 Kunstwerke. Ein Bestand, der jetzt systematisch überprüft wird.
Erste Recherchen zur Raubkunst wurden im Lenbachhaus 2004 in der Ausstellung Restitutionspolitik / Politics of Restitution gezeigt. Es handelte sich um 16 Kunstwerke, die nach dem Krieg im Munich Central Collecting Point eingeliefert worden waren, unter ihnen Max Slevogt Trabrennen in Ruhleben und Alexander Kanoldt Kreuzjoch. Beide Kunstwerke konnten zurückgegeben werden.
2012 wurden drei Papierarbeiten, 2016 ein Konvolut mit acht Papierarbeiten des 19. Jahrhunderts aus dem Besitze des Kunsthändlers Siegfried Lämmle sowie 2019 ein Konvolut mit 16 Zeichnungen von Alfred Kubin aus dem Besitz der Wiener Kunstsammler Maximilian und Hertha Morgenstern an die Erben rückerstattet. Die Gemälde von Slevogt und Kanoldt sowie das Lämmle-Konvolut kaufte das Lenbachhaus anschließend von den Erben zurück.
Die im Haus proaktiv betriebene Provenienzforschung klärte auch die Herkunft zweier Zeichnungen aus der ersten Hälfte des 19. Jahrhunderts aus dem Besitz Marianne Schmidls. 2019 wurden die Bilder An der Isar von Friedrich Olivier sowie Landschaftskomposition von Ferdinand Olivier an die Nachkommen zurückgegeben.
Um die Herausgabe des Bildes Sumpflegende von Paul Klee führten die Erben seit 1992 einen Rechtsstreit mit der Stadt München. 2013 ging man zu Verhandlungen über, die 2017 zu einer Einigung führten, wonach das Bild nach einer Geldzahlung im Besitze des Lenbachhauses blieb. Der Streit um das Bild Das bunte Leben, das als eines der Hauptwerke Wassily Kandinskys gilt, fand überregionale Beachtung. Um hier zu einer Lösung zu kommen, soll sich die Limbach-Kommission, nach einer Meldung vom Februar 2021, damit befassen.
Am 20. Juni 2024 hat das Münchner Kulturreferat zusammen mit der Galerie im Lenbachhaus ein Gemälde von „Hans Schöpfer dem Älteren“ aus der ehemaligen Sammlung von Jacques Goudstikker restituiert. Der niederländischen Kunsthändler Goudstikker (1897–1940) war vor dem Zweiten Weltkrieg einer der bedeutendsten Akteure am europäischen Kunstmarkt. Im Mai 1940 floh er mit seiner Familie aus Amsterdam in Richtung England. Er hinterließ 1200 Kunstobjekte, die er in einem „Black Notebook“ auflistete. Das kleine in Leder gebundene Buch dient seither als wichtigste Quelle bei der Restitution der Werke an Goudstikkers Erben. Das 2024 an die Erbin Marei von Saher zurück gegebene Gemälde von Hans Schöpfer war in Goudstikkers Buch unter der Nummer 1228 als „Mansportret“ verzeichnet, als Porträt des Freisinger Hofmeisters Achaz Busch aus dem Jahr 1532. Ursprünglich war das Bild im Besitz der „Münchner herzoglichen Kunstkammer“. Anfang der 1920er-Jahre erwarb Goudstikker es auf dem Berliner Kunstmarkt. Nach der Flucht Goudstikkers beschlagnahmte Göring das Gemälde unter Mithilfe des Bankiers und Kunsthändlers Alois Miedl, der es an einen Zwischenhändler namens Wilhelm Henrich verkaufte. 1941 gelangte das Gemälde über ein Auktionshaus in Frankfurt am Main auf Initiative von Konrad Schießl, dem damaligen Leiter der Städtischen Museen Münchens ins Lenbachhaus in München. Goudstikkers Erbin Marei von Saher würdigte die Rückgabe des Gemäldes an die Nachkommen mit den Worten: „Es ist ermutigend zu sehen, dass das Lenbachhaus das Richtige gegenüber den Opfern der Nazis und ihren Familien tut“.

### Wechselausstellungen

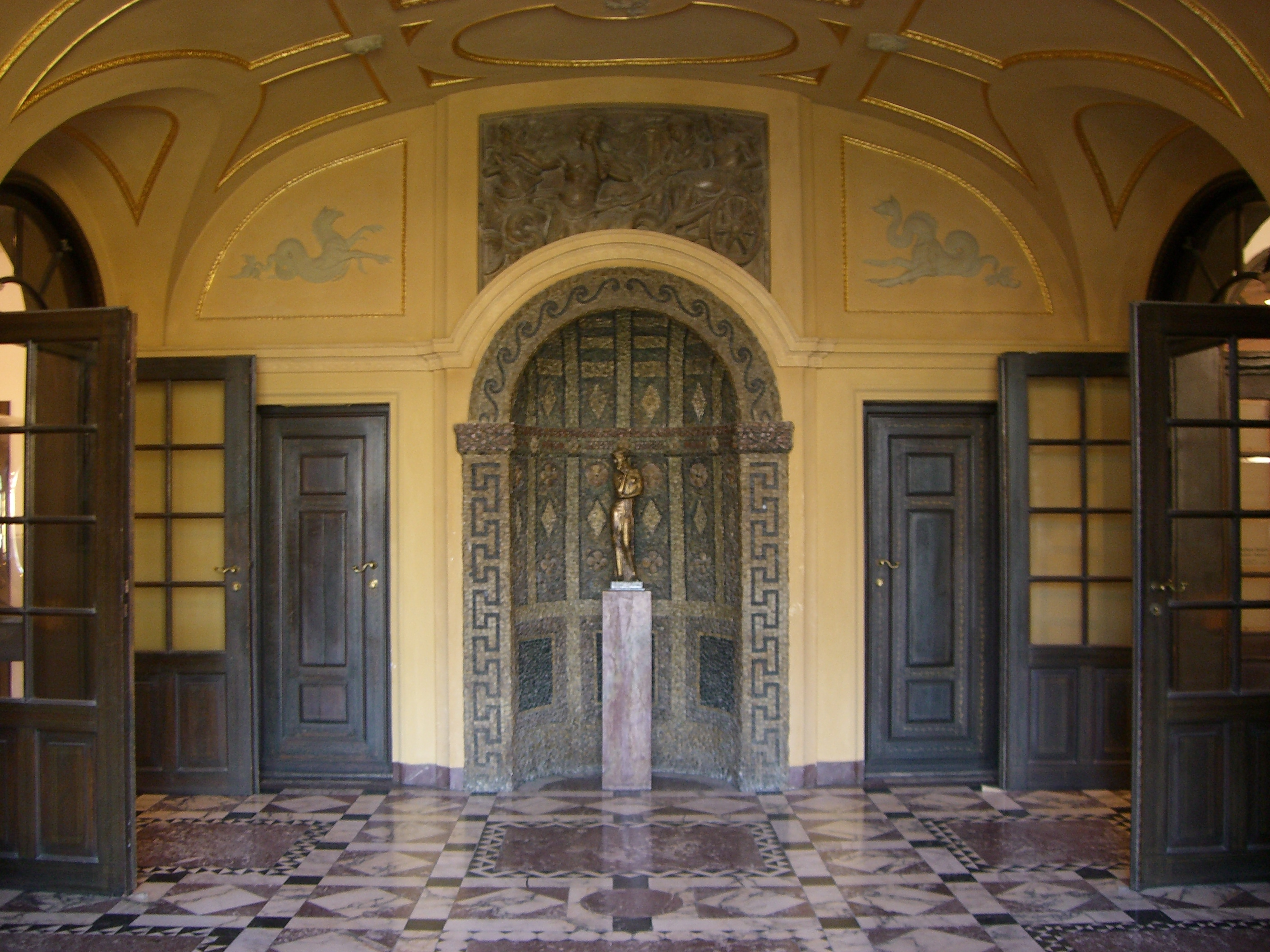
Eingangshalle der Lenbach-Villa (2007)

In einem Teil der Räume finden wechselnde Ausstellungen statt. Seit den 1970er Jahren begann das Museum, in seinen Ausstellungen wesentliche Tendenzen und Künstler des internationalen zeitgenössischen Kunstgeschehens vorzustellen und aktuelle Kunst zu sammeln. Das Museum konzentriert sich bei seinen Neuerwerbungen auf Arbeiten einzelner Künstler, um diese mit Werkgruppen vorzustellen. Eine wichtige Erwerbung war 1980 die Installation zeige deine Wunde von Joseph Beuys.
Es folgten installierte Räume und Werkgruppen von u. a. Franz Ackermann, Dennis Adams, Christian Boltanski, James Coleman, Lovis Corinth, Thomas Demand, Ólafur Elíasson, Cerith Wyn Evans, Valie Export, Dan Flavin, Günther Förg, Günther Fruhtrunk, Rupprecht Geiger, Isa Genzken, Liam Gillick, Katharina Grosse, Michael Heizer, Andy Hope 1930 (Andreas Hofer), Jenny Holzer, Stephan Huber, Leiko Ikemura, Asger Jorn, Ellsworth Kelly, Anselm Kiefer, Alfred Kohler, Michaela Melian, Gerhard Merz, Maurizio Nannucci, Roman Opalka, Sigmar Polke, Arnulf Rainer, Maria Lassnig, Gerhard Richter, Michael Sailstorfer, Richard Serra, Katharina Sieverding, Andy Warhol, Lawrence Weiner, Wiener Aktionisten und Martin Wöhrl.
Die Ausstellung Sheela Gowda. It.. Matters wurde wegen der COVID-19-Pandemie erstmals ausschließlich online eröffnet und kann bis zur Wiedereröffnung des Museums lediglich im Internet besichtigt werden.

Einige Kunstwerke der Sammlung
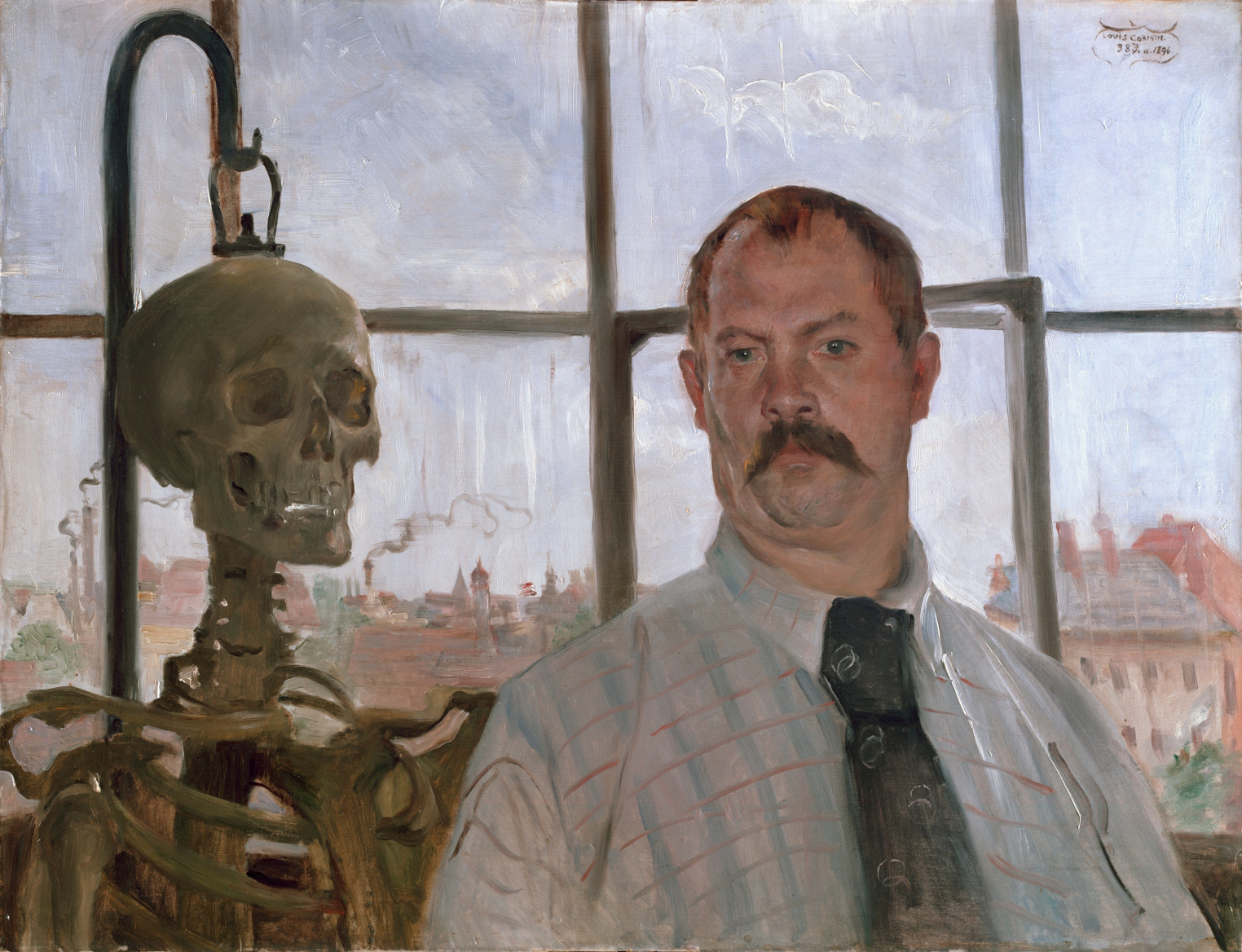
Lovis Corinth Selbstbildnis mit Skelett, 1896
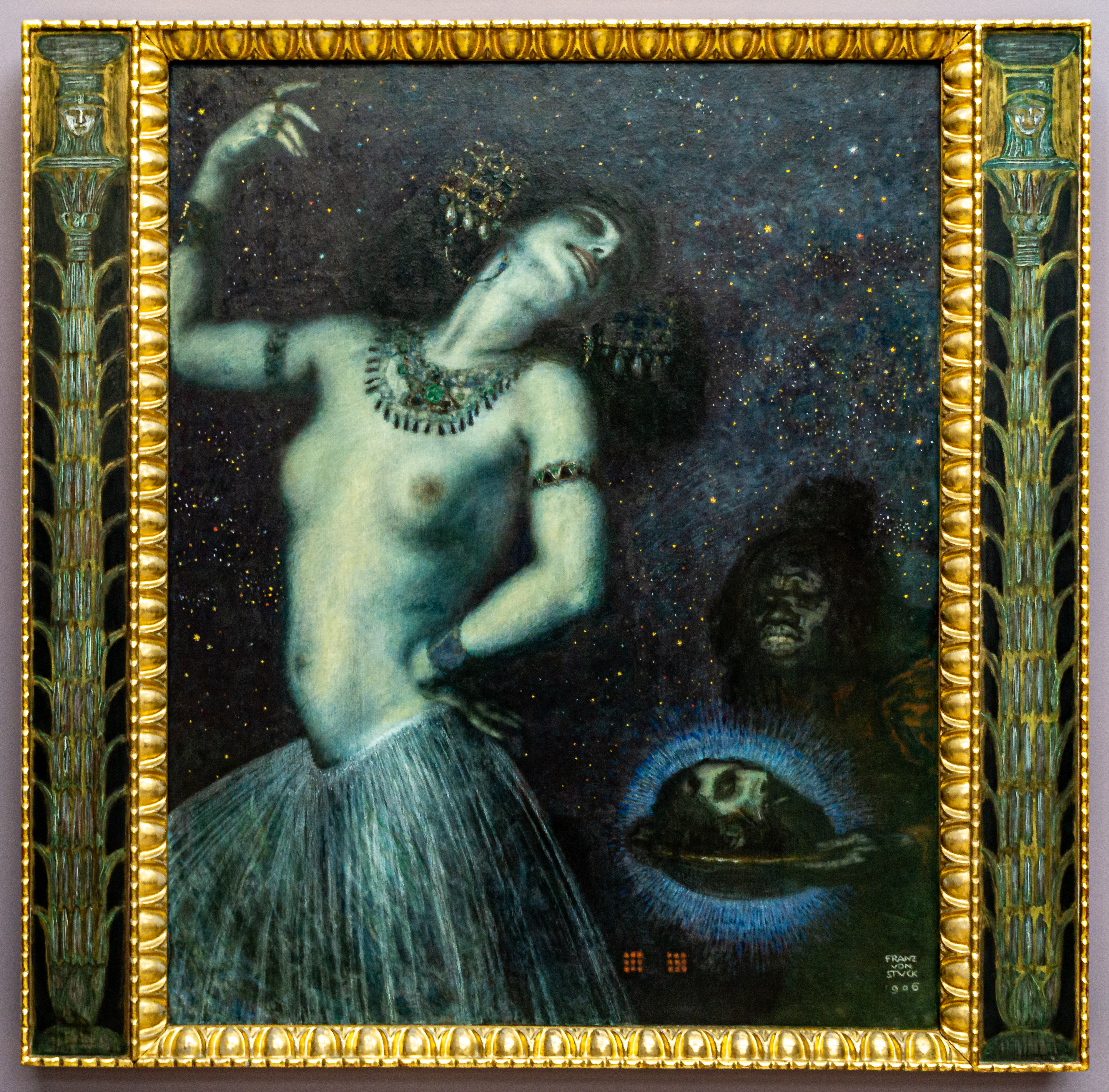
Franz von Stuck Salome, 1906
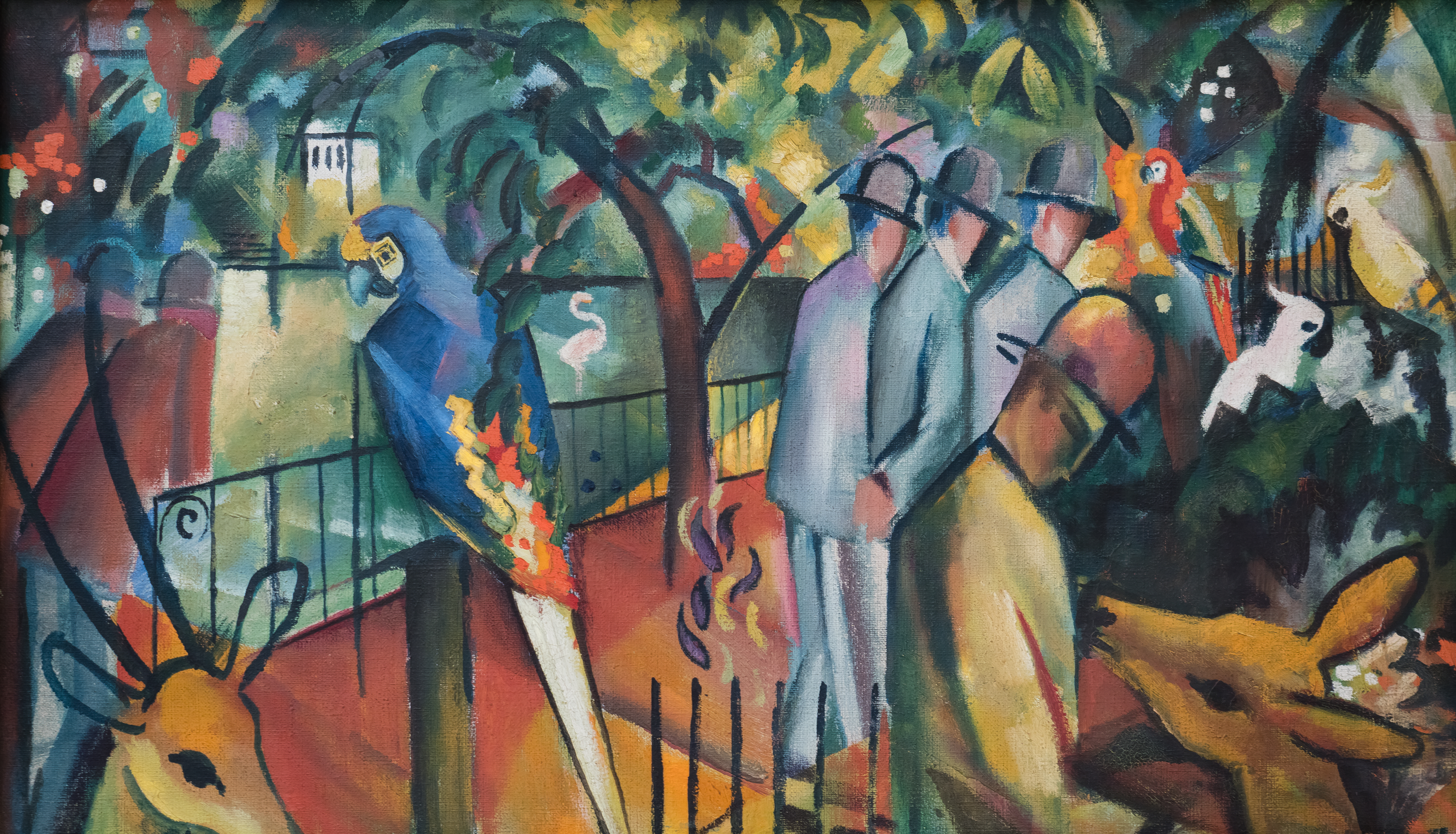
August Macke Zoologischer Garten I, 1912
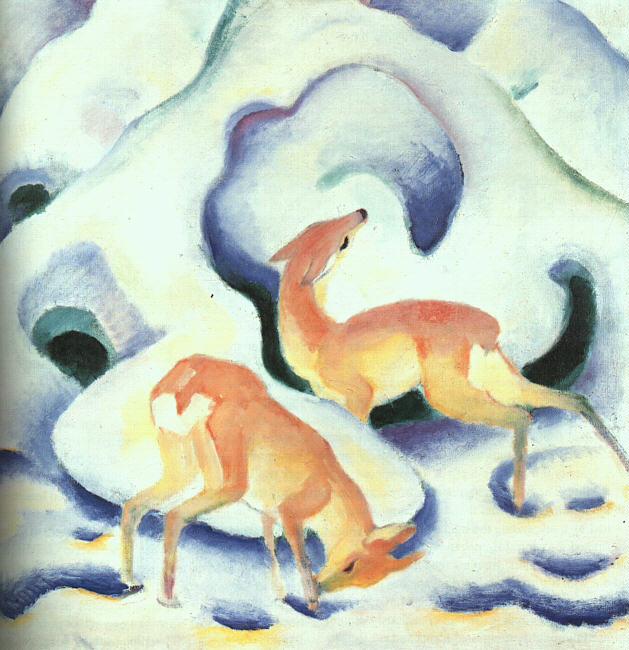
Franz Marc Rehe im Schnee, 1911
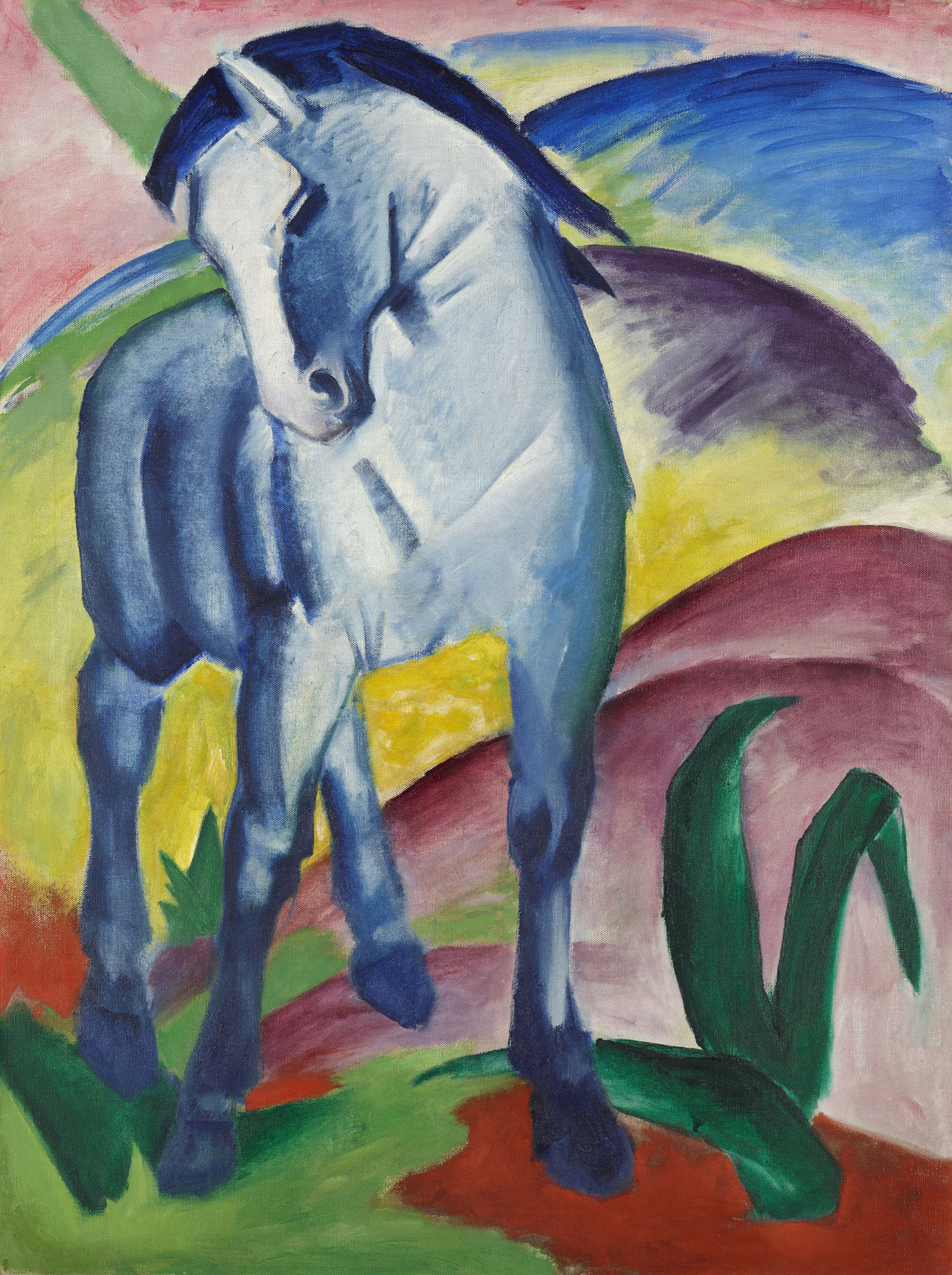
Franz Marc Blaues Pferd I, 1911
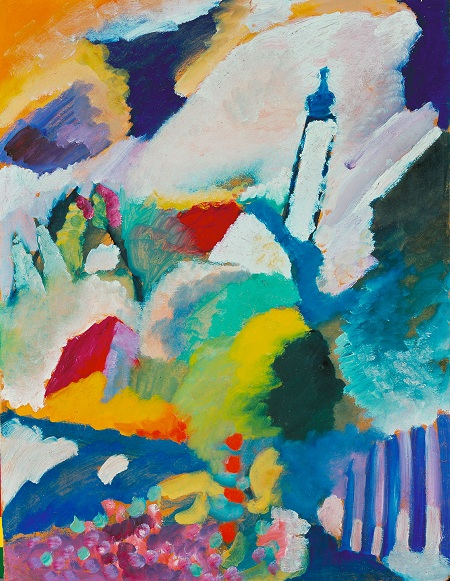
Wassily Kandinsky Murnau mit Kirche I, 1910
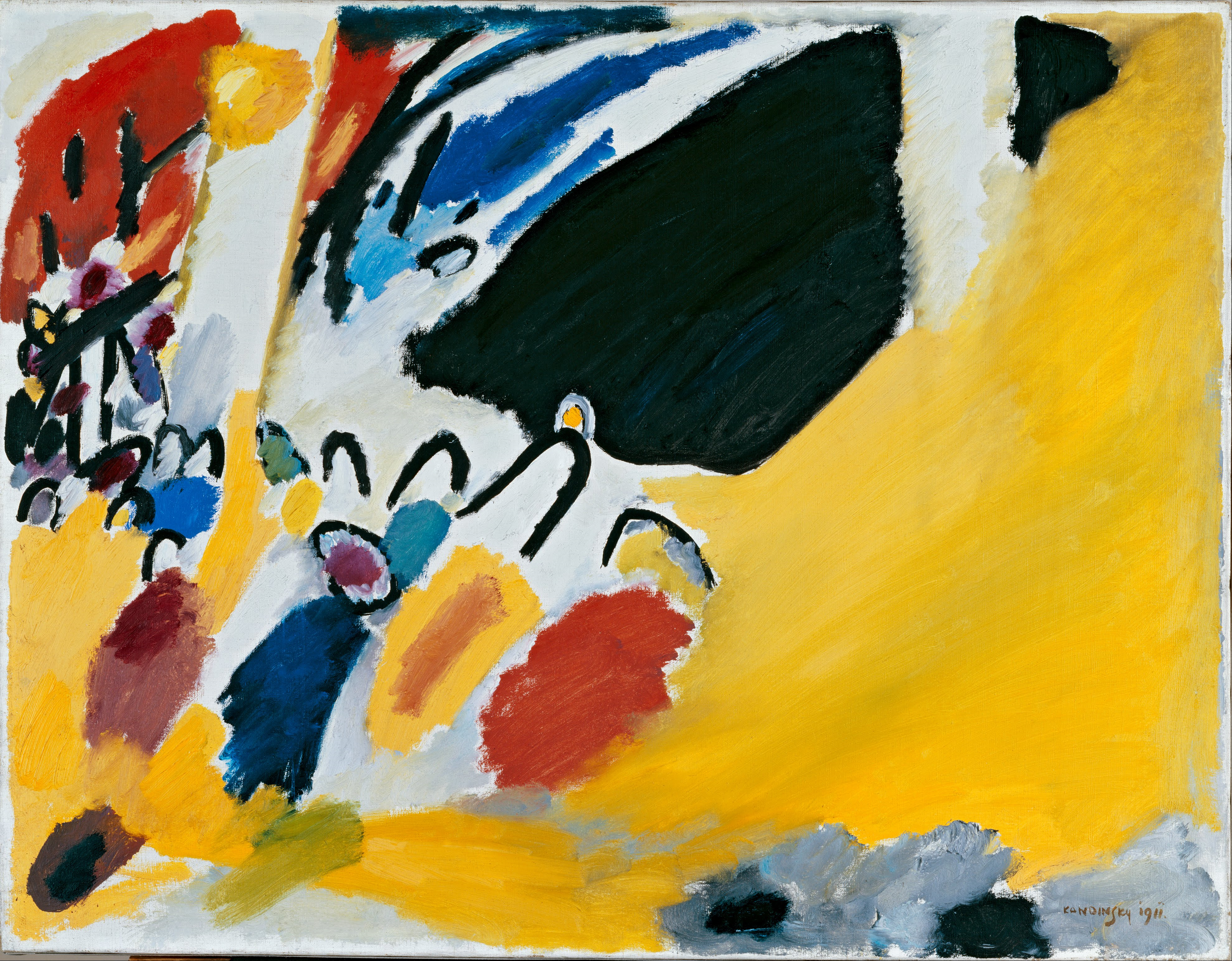
Wassily Kandinsky Impression III (Konzert), 1911

## Geschichte des Hauses

### Villa von Franz von Lenbach

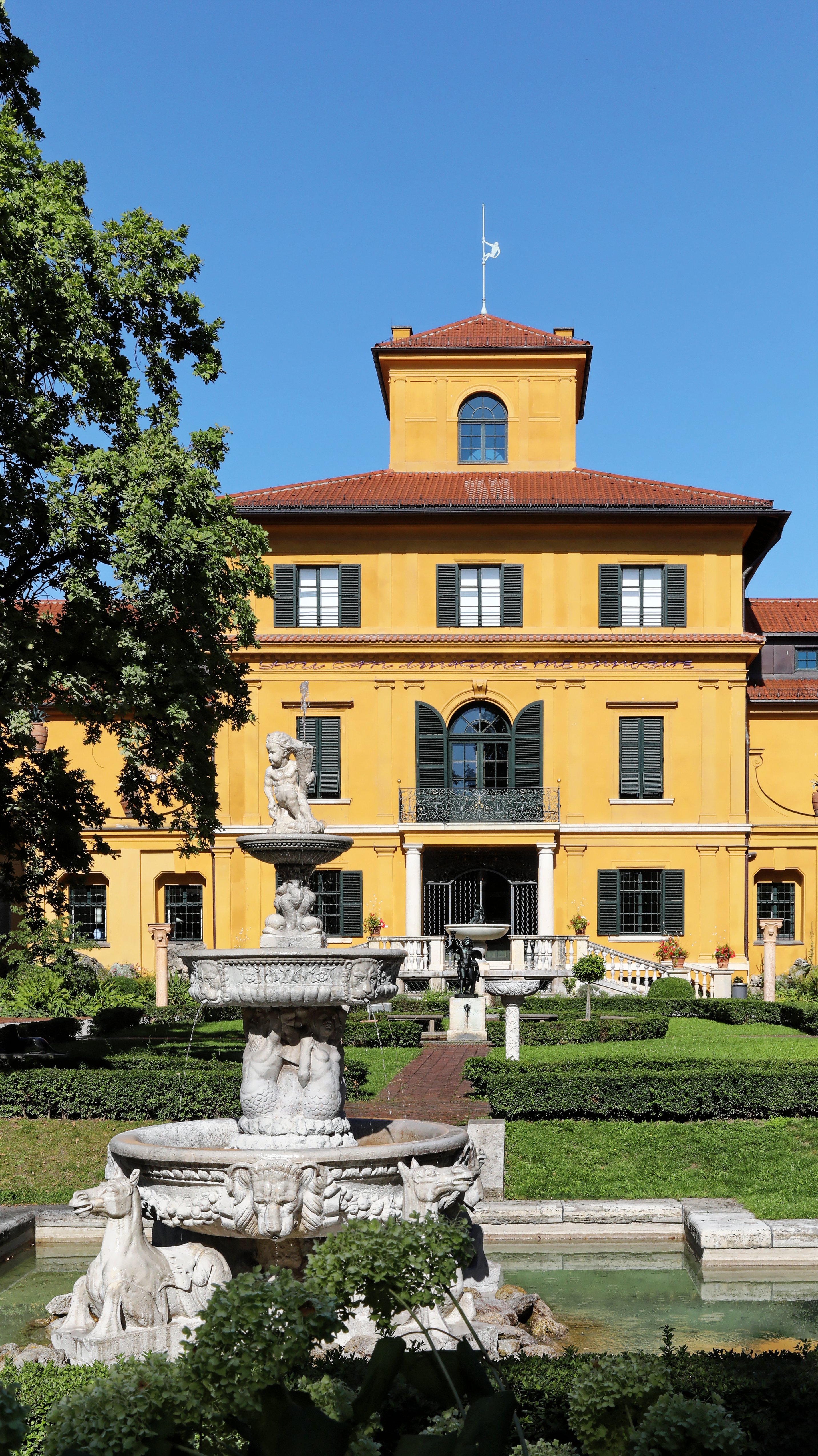
Lenbachvilla mit Brunnen (2023)

Der Platz, an dem Franz von Lenbach seine Villa erbauen ließ, wurde von ihm absichtsvoll gewählt. Direkt gegenüber dem klassizistischen Königsplatz mit den Propyläen von Leo von Klenze schuf er sich eine Residenz, die er zu einem Zentrum der Kunst in München machen wollte. „Ich gedenke mir einen Palast zu bauen, der das Dagewesene in den Schatten stellen wird; die machtvollen Zentren der europäischen großen Kunst sollen dort mit der Gegenwart verbunden sein“ – so Lenbach in einem Brief 1885. In der Nachbarschaft hatten sich der Kunstmäzen Adolf Friedrich von Schack, der Dichter Paul Heyse und andere Künstler und Kunstfreunde niedergelassen.
Die Villa, die er gemeinsam mit dem Architekten Gabriel von Seidl gestaltete, hatte einen L-förmigen Grundriss, mit einem Atelierbau an der Brienner Straße, der 1888 fertiggestellt wurde, und dem 1890 fertiggestellten Hauptbau. Vor den beiden Gebäuden wurde ein durch Brunnen gegliederter Garten angelegt. Bau und Garten, eine späte Blüte des Historismus, sind im Großen und Ganzen der italienischen Renaissance nachempfunden, mit vielen dekorativen Elementen nach antiken Vorlagen. Möglicherweise ließ sich Lenbach auch von der Residenz von Peter Paul Rubens in Antwerpen, die er 1877 besucht hatte, beeinflussen.
Die reiche Innenausstattung umfasste antike Skulpturen, mittelalterliche Malereien, Gobelins und Teppiche, aber auch Kopien von antiken Kunstwerken. 1892 nahm der außer Dienst gestellte Reichskanzler Otto von Bismarck vom Balkon der Villa aus die Ovationen der Münchner Bevölkerung entgegen.
1900 wurden Atelier- und Haupthaus durch einen harmonisch sich einfügenden Zwischentrakt miteinander verbunden.

### Entstehung und Wachstum der städtischen Gemäldegalerie
1904 starb Franz von Lenbach. Seine Witwe Charlotte (Lolo) von Lenbach verkaufte das Haus 1924 an die Stadt München. Mit dem Kaufangebot verbunden war die Schenkung des gesamten Inventars und zahlreicher Gemälde Lenbachs. Durch diese Offerte war es der Stadt München möglich, die von der Künstler- und Bürgerschaft seit Ende des 19. Jahrhunderts geforderte Gründung einer städtischen Gemäldegalerie umzusetzen, in der das Münchner Kunstschaffen präsentiert werden sollte. 1925 setzte die Stadt dazu einen Kunstbeirat ein, „in dem die kommunale, staatliche und die kunstproduzierende Seite gleichermaßen repräsentiert war“. Der bis dahin als Konservator an den Pinakotheken tätige Eberhard Hanfstaengl wurde zum Direktor der städtischen Museen, d. h. von Lenbachgalerie, Städtischer Galerie und dem Historischen Stadtmuseum, ernannt. Er verpflichtete sich der Aufgabe, die lokale künstlerische Tradition zu erhalten und zeitgenössische Kunst zu fördern.
Ein Jahr nach Kauf der Villa stellte die Stadt einen Geldbetrag für den Kauf weiterer Kunstwerke zur Verfügung, der sich in den folgenden Jahren jeweils verdoppelte. Um die Werke der Städtischen Galerie auszustellen, ließ die Stadt durch den Architekten Hans Grässel einen weiteren Gebäudeflügel, den Nordflügel gegenüber dem Ateliertrakt, errichten. Atelier- und Wohnhaus blieben unverändert, das Gebäude wurde zu einer Dreiflügelanlage ausgebaut. Grässel entschied sich für eine zurückhaltende historisierende Formensprache, angepasst an den Stil der anderen Gebäudeflügel. Eingeschlossen von der Anlage ist der von Max Kolb gestaltete Garten.
1929 wurde das neue Lenbachhaus der Öffentlichkeit zugänglich gemacht, parallel dazu erschien ein erster Bestandskatalog. Unter Hanfstaengls Leitung wurde die Sammlung der Städtischen Galerie mit Malerei aus dem 15. und 16. Jahrhundert, dem Barock und dem Rokoko erweitert. Hinzu kamen Werke der Münchner Frühromantiker und der späten Münchner Schule, der Dachauer Maler und der Sezessionisten bzw. des Jugendstils.
Da Hanfstaengl eine aus heutiger Sicht recht konservative Ankaufspolitik verfolgte, wurde die zeitgenössische Avantgarde vor dem Ersten Weltkrieg, wie z. B. der Blaue Reiter, bei den Ankäufen von Gemälden, Grafiken und Kleinplastiken damals nicht berücksichtigt. So hatte z. B. Wilhelm Lehmbrucks Witwe der Stadt München 1926 einen Steinguss seiner Skulptur Die Kniende im Tausch gegen eine Wohnung überlassen. Das Werk wird heute als eines der ersten Beispiele expressionistischer Plastik gewürdigt. Damals wurde die Skulptur nicht in der Sammlung gezeigt. 1937 wurde dieses Exemplar der Knienden in der Ausstellung Entartete Kunst gezeigt, im Laufe des Zweiten Weltkriegs wurde es vernichtet.
Bevor Hanfstaengl Anfang 1934 als Direktor der Nationalgalerie nach Berlin ging, zeigte er im Lenbachhaus die propagandistische Ausstellung „Weltkriegszeichnungen“, deren Anlass der zehnte Jahrestag des Hitlerputsches war.

### Städtische Galerie während des Nationalsozialismus
Hanfstaengls Nachfolger als Direktor der städtischen Kunstsammlungen wurde 1934 der bis dahin beim Völkischen Beobachter tätige Franz Hofmann. Er war zwar in kunsthistorischen Kreisen unbekannt, aber überzeugter Nationalsozialist und hatte bereits vernichtende Kritiken über der Ideologie fernstehende Künstler, z. B. Vertreter der Neuen Sachlichkeit, verfasst. Im gleichen Jahr verlor der Kunstbeirat, der als parlamentarische Einrichtung nicht zur nationalsozialistischen Verwaltungspraxis passte, seine Weisungsbefugnisse. Bildankäufe wurden nun teilweise von Einzelpersonen wie Hofmann oder dem Oberbürgermeister Karl Fiehler getätigt und erst im Nachhinein durch die Stadt legitimiert. Die Kontrolle über die Neuerwerbungen der städtischen Galerien wurde immer weniger von Fachgremien ausgeübt und ging immer mehr auf Parteifunktionäre der NSDAP über. Kontakte zu „nicht-arischen“ Kunsthändlern, die noch unter Hanfstaengls Ägide gepflegt worden waren, wurden nun abgebrochen. Eine Ausnahme stellte die erzwungene Auflösung des Kunst- und Antiquitätengeschäfts von Siegfried Lämmle dar, bei der Hofmann u. a. Werke von Slevogt und Kubin günstig erwerben konnte.
Anfang 1937 wurden in der Ausstellung Münchener Gegenwartskunst – Bildnisse, Selbstbildnisse und Plastiken Münchener Künstler die Neuzugänge der Abteilung Gegenwartskunst seit 1934 präsentiert. Diesen im nationalsozialistischen Sinne mustergültigen Werken stellte Hofmann im Parterre des Lenbachhauses, der Öffentlichkeit nicht zugänglich, eine Bildauswahl entgegen, die er als Kritik an der Weltanschauung einer „vergangenen Ära“ verstanden haben wollte.
Kurze Zeit später beantragte Oberbürgermeister Karl Fiehler erfolgreich, 180 dieser Werke auszusondern und abzuschreiben. Sie seien „nach den heutigen Begriffen von bildender Kunst unmöglich“. Die Bilder wurden nicht, wie bei Abschreibungen üblich, vernichtet, sondern in separaten Depots gelagert. Vier der Kunstwerke wurden im darauffolgenden Sommer 1937 für die Ausstellung „Entartete Kunst“ ausgeliehen: Die Schlafende von Georg Schrimpf, die Versuchung des Heiligen Antonius von Paul Thalheimer und Max Rauhs Der heilige Franziskus, die heute als verloren gelten. Das Gemälde Ostern von Karl Caspar konnte 1952 auf einer Auktion zurückgekauft werden und gehört nun wieder zum Bestand des Lenbachhauses. Franz Hofmann hatte in diesem Zusammenhang so gründlich gearbeitet, dass er ab August 1937 im Auftrag der Reichskunstkammer auf Reisen ging, um auch andere Museen von „Produkten der Verfallskunst“ zu „säubern“ und schließlich ab 1938 Leiter der Abteilung „Bildende Kunst“ im Reichsministerium für Volksaufklärung und Propaganda zu werden. Während seiner Amtszeit im Lenbachhaus waren der Sammlung über tausend Werke hinzugefügt worden. Dabei handelte es sich einerseits um Schenkungen und Nachlässe, andererseits wurde auch direkt von den Künstlern oder anlässlich von Ausstellungen gekauft. Oft wurde Kunst aus dem 19. Jahrhundert erworben oder der nationalsozialistischen Ideologie genehme Gegenwartskunst, z. B. von Fritz Erler und Oswald Poetzelberger. Außerdem wurden Werke von Künstlern angekauft, denen Hofmann bereits vor seinem Antritt wohlgesonnen war, wie Julius Diez, Eduard Thöny, Leo Samberger u. a. Zu Beginn von Hofmanns Amtszeit wurden Werke von Willi Geiger erworben, die jedoch 1937 ausgesondert wurden.
Nach Hofmanns Ausscheiden wurde das Lenbachhaus kommissarisch vom Direktor des Historischen Stadtmuseums, Konrad Schießl, mitgeleitet. Die städtischen Sammlungen wurden weiter überprüft und Kunstwerke, die dem Regime unpassend erschienen, entfernt. Im Dezember 1938 beschloss der Kunstbeirat, je ein als „entartet“ eingestuftes Kunstwerk von Eduard Aigner, Oskar Graf, Otto Hierl-Deronco, Julius Hüther, Max Lacher, Wilhelm Maxon, Leo Putz, Max Rimboeck, Viktoria Zimmermann und Anton Bischof abzuschreiben. Wieder wurden die Arbeiten weder verkauft noch vernichtet, sondern im Kellerdepot des Hauses separat eingelagert.
Ankäufe tätigte die Galerie in dieser Zeit oft über die nun „arisierten“ Münchner Kunsthandlungen oder über Auktionshäuser wie das von Adolf Weinmüller. Oft wurden Kunstwerke auf Ausstellungen, z. B. im damals so genannten „Haus der Deutschen Kunst“ gekauft. Außerdem half Konrad Schießl, Kunstwerke aufzubewahren, die jüdischen Bürgern z. B. bei Pogromen unrechtmäßig entwendet worden waren. 1940 konnte sich die Städtische Galerie 44 Werke aus dem Bestand der Geheimen Staatspolizei sichern, darunter Arbeiten von Wilhelm von Diez, Franz von Defregger, Albert von Keller, Adolf Lier und Carl Spitzweg. Der Kauf wurde zwar zwei Jahre später rückabgewickelt, da es sich um Eigentum des Deutschen Reiches gehandelt habe, die Werke wurden der Städtischen Galerie jedoch als Dauerleihgaben überlassen.
Schon kurz nach Beginn des Zweiten Weltkriegs wurden die Ausstellungsräume der Städtischen Galerie geschlossen und die ausgestellten Werke zum Schutz vor Bombenangriffen in Kellerräumen eingelagert. Eine komplette Evakuierung der Museen hatte Joseph Goebbels zur Vermeidung von Defätismus verboten. Nichtsdestotrotz wurden im Verlauf des Krieges noch einige tausend Werke aus dem Bestand der städtischen Sammlungen in bayerischen Schlössern, z. B. Schloss Hohenaschau, deponiert. Tatsächlich explodierte während eines Luftangriffs in der Nacht vom 9. auf den 10. März 1943 eine Sprengbombe im Lenbachhaus. Dabei wurden Teile des Gebäudes beschädigt und einige Kunstgegenstände zerstört.

### Entwicklung nach dem Zweiten Weltkrieg

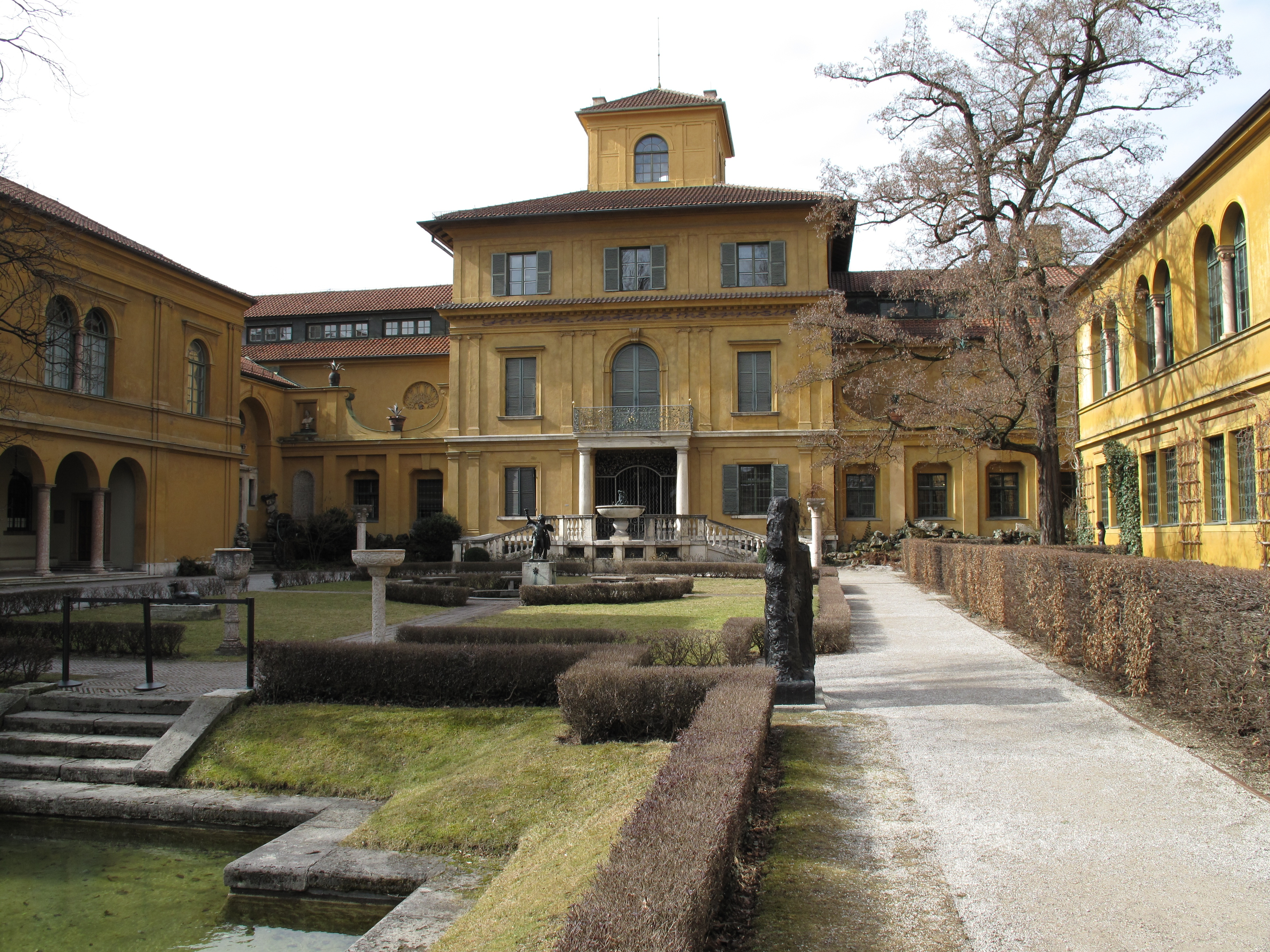
Lenbachhaus unmittelbar vor der umfassenden Sanierung und Erweiterung (Januar 2009)

Nach Kriegsende wurden die evakuierten Kunstwerke der städtischen Sammlungen von den Alliierten aus den Ausweichlagern in den Munich Central Collecting Point (CCP) am Königsplatz gebracht. Hier erhielten sie Eingangsnummern und sollten, wenn möglich, den ursprünglichen Eigentümern zurückgegeben werden. Die Rückführung der Sammlungen aus dem CCP und die Restitution von unrechtmäßig angeeigneten Kunstwerken gehörte nun zu den Aufgaben des neuen Direktors der Städtischen Galerie, Arthur Rümann. Bis 1964 wurden 17 Werke an ihre vormaligen Besitzer bzw. deren Nachfolger zurückgegeben, darunter Max Slevogts Deutscher Adler und englischer Löwe oder Stierkampf von Otto Dill. Die vorerst letzte Rückgabe fand 2012 statt, als das Gemälde Abend in Gern von Philip Röth an die Erbin des ursprünglichen Besitzers restituiert wurde.
Nach raschem Wiederaufbau konnten 1947 im Nordflügel wieder Ausstellungen gezeigt werden. 1952 wurde der Atelierbau innen erneuert, anschließend die Oberlichtsäle im Nordwesten wiederhergestellt.
Am 19. Februar 1957, zu ihrem 80. Geburtstag, schenkte Gabriele Münter der Stadt einen großen Teil des Lebenswerkes ihres Lebensgefährten Wassily Kandinsky: Mehr als 90 Ölbilder, mehr als 330 Aquarelle und Zeichnungen, Skizzenbücher, Hinterglasbilder, sowie den größten Teil seiner druckgrafischen Arbeiten. Hinzu kamen 25 Gemälde, viele Zeichnungen und Grafiken von Münter selbst sowie eine Sammlung von Fotografien des Künstlerpaares und seiner Freunde. Des Weiteren gehörten viele Werke von befreundeten Künstlern wie Alexej von Jawlensky, Franz Marc, August Macke und Marianne von Werefkin zur Schenkung. Mit einem Schlag wurde das Haus damit zu einem Museum von Weltgeltung.
Weitere Bilder von Macke, Jawlensky, Marc und Jean-Bloé Niestlé gelangten 1965 durch die Bernhard-Koehler-Stiftung in den Besitz der Galerie. Mit den Mitteln der Gabriele-Münter- und der Johannes-Eichner-Stiftung wurden in den folgenden Jahren weitere Werke der Hauptvertreter des Blauen Reiters und der klassischen Moderne angekauft.
1971 wurde das Kubin-Archiv des Hamburger Sammlers Kurt Otte angekauft. Neben Arbeiten Alfred Kubins enthält es umfangreiche Briefwechsel mit avantgardistischen Künstlern. 1969–1972 wurde ein Erweiterungsbau geschaffen, um die stark angewachsene Sammlung angemessen präsentieren zu können.
1996 wurden einige Räume im Zentrum des ersten Obergeschosses im Mittelbau restauriert. Mit kostbaren Stofftapeten, Holzdecken und dunkel gehaltenen Bildern vermitteln sie in ihrem Schwarz-Rot einen Eindruck Lenbach’scher Dekorationskunst – und einen Eindruck von jener Epoche, von der die Künstler der angehenden Moderne sich lösen wollten.

### Kunstbau

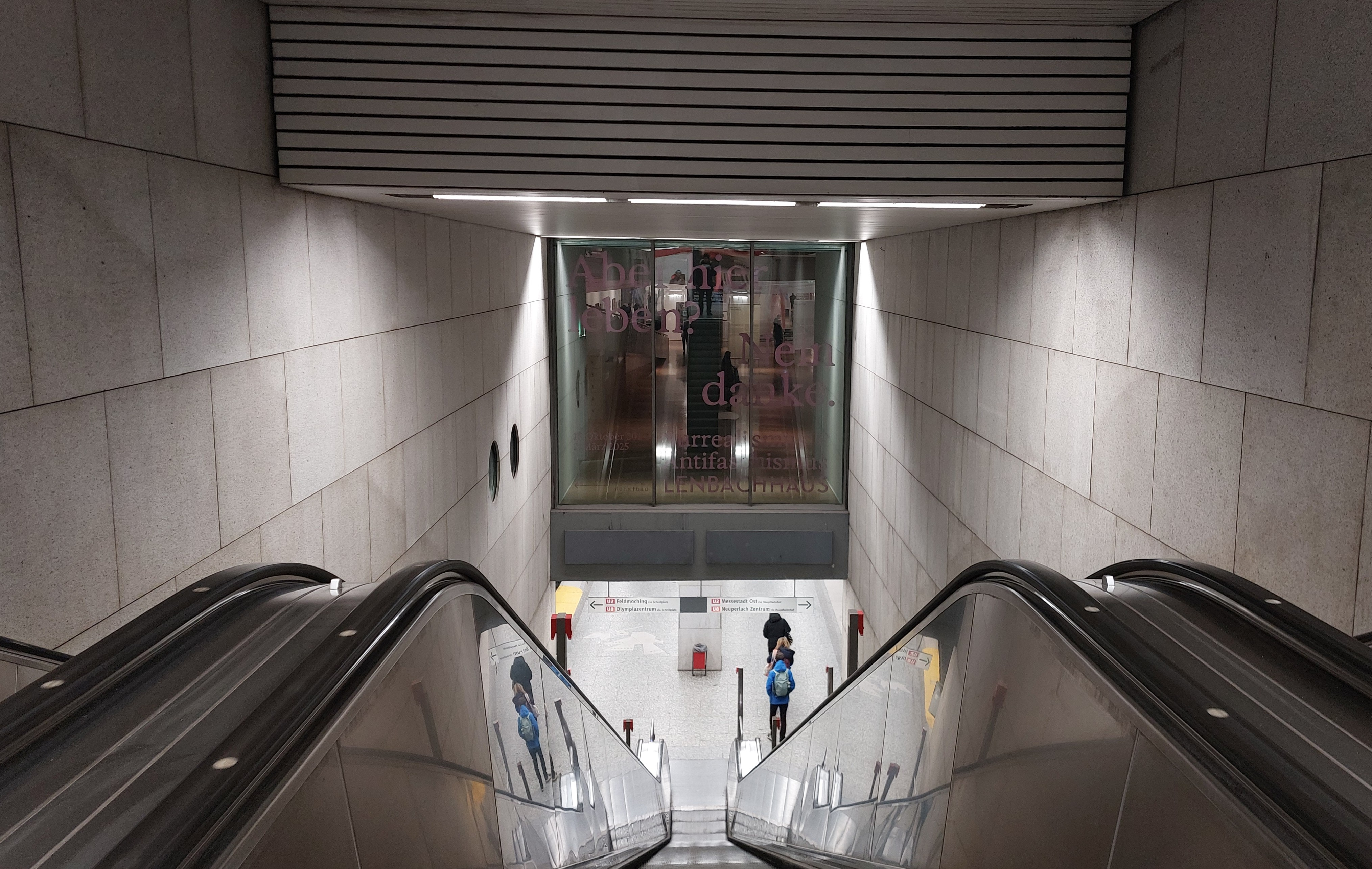
Blick vom Sperrengeschoss des U-Bahnhofs Königsplatz in den Kunstbau mit der Ausstellung Surrealismus + Antifaschismus (2025)

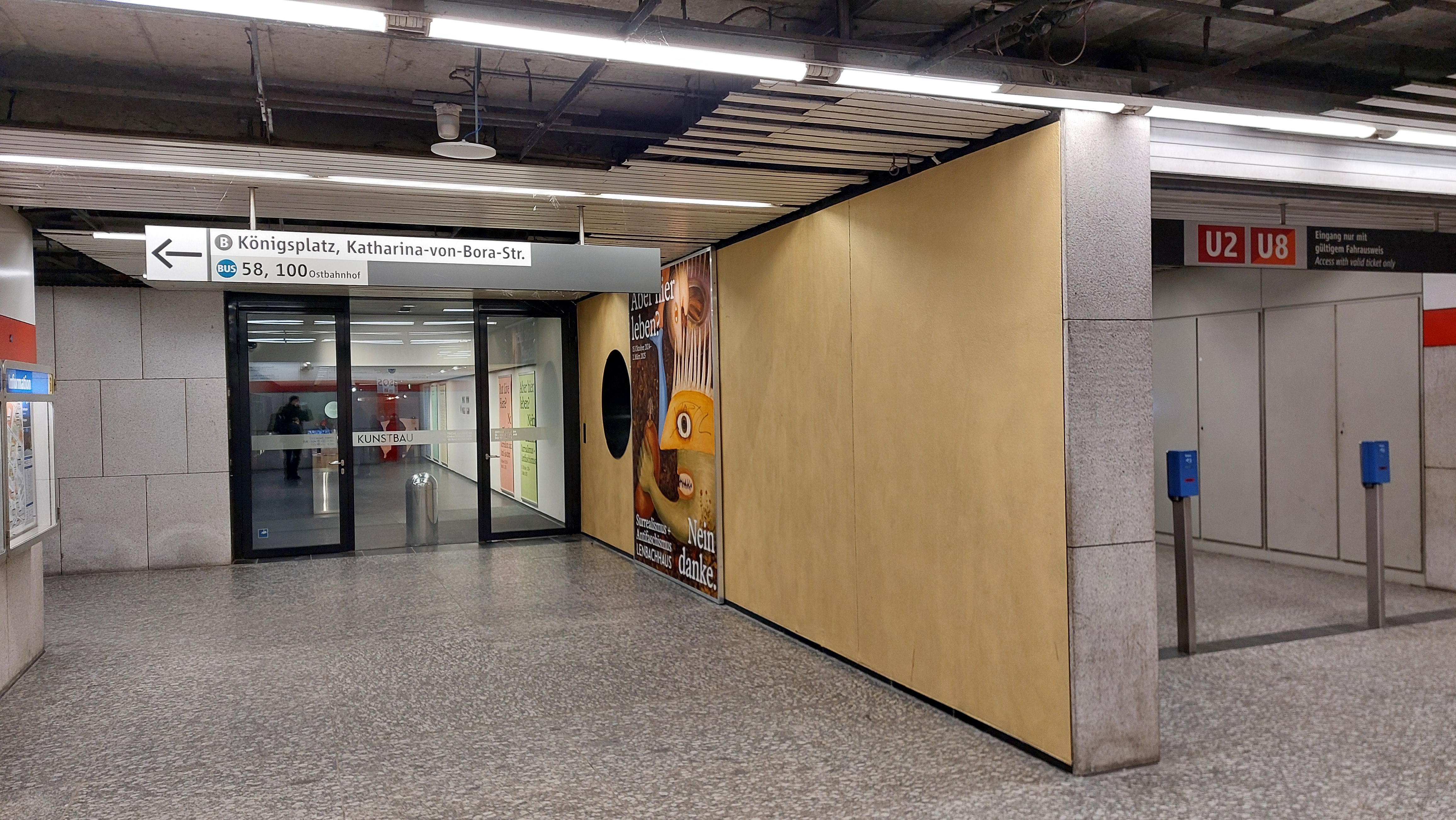
Eingang zum Kunstbau (2025)

Im Jahr 1994 wurden die Möglichkeiten der Galerie im Lenbachhaus mit der Eröffnung des Kunstbaus wesentlich erweitert. Die geräumige Ausstellungsfläche befindet sich in einem bis dahin ungenutzten Teil des Zwischengeschosses des U-Bahnhofs Königsplatz ganz in der Nähe des Lenbachhauses und wird für große Wechselausstellungen meist moderner oder neuester Kunst genutzt.
Beim Bau des tiefliegenden U-Bahnhofs war über der Station ein Leerraum gleicher Dimension übrig geblieben. Der 110 Meter lange, leicht gekrümmte und durch eine Mittelstützenreihe in zwei Bereiche geteilte Raum wurde von 1992 bis 1994 durch das Architekturbüro Kiessler + Partner (München) im Auftrag der Landeshauptstadt München zu einer Dependance des Lenbachhauses ausgebaut. Die zuvor geschlossenen Stirnseiten erhielten Schaufenster zu den Rolltreppen des U-Bahnhofs. Die Besucher gelangen vom Zwischengeschoss der U-Bahn-Station in das Foyer des Kunstbaus und von dort aus über eine abwärtsführende Rampe in den Ausstellungsraum. Für den Transport der Kunstwerke wurde auf dem benachbarten Grundstück einer städtischen Berufsschule ein Lastenaufzug eingebaut. Die Atmosphäre des ausschließlich künstlich beleuchteten Ausstellungsraums wird bestimmt durch die roh belassenen Betonflächen der Stützen und der Decke in Kombination mit einem Ahornparkettboden und weißen Wandschalen, hinter denen sich das Kanalsystem der Lufttechnik verbirgt. Einen Akzent in der Gliederung des Ausstellungsraumes bildet der über eine Treppe zugängliche runde Raum für Multimediavorführungen, der scheinbar schwebend etwa in der Mitte des westlichen Bereiches eingebaut wurde.
Der Kunstbau wurde 1995 als „zeitlos gültiges Architekturwerk“ mit dem „BDA Preis Bayern“ ausgezeichnet.

### Kubus
Mitte 2005 wurde im Petuelpark der Kubus des Lenbachhauses eröffnet.
Im Kubus hatten Kunstmagazine, Freie Ausstellungsräume und Akademieklassen bis Anfang 2011 vierteljährlich die Möglichkeit, diesen Ausstellungsraum auf Einladung des Lenbachhauses zu kuratieren und ein Begleitprogramm zu erstellen.

### Gesamtsanierung und Erweiterungsbau
Die für rund 10.000 jährliche Besucher ausgelegte Galerie stieß platz-, klima- und sicherheitstechnisch immer mehr an ihre Grenzen.  Umfangreiche  Renovierungs-, Umbau- und Erweiterungsarbeiten wurden notwendig. Zu diesem Zweck schloss die Städtische Galerie im Lenbachhaus ab Ende Februar 2009 bis Mai 2013. Im Kunstbau und Kubus fanden weiterhin Ausstellungen statt. 2009 begannen auch die Arbeiten für einen Erweiterungsbau der britischen Architekten Foster + Partners. Er enthält auch eine Lobby, die die Funktion eines neuen Empfangsbereichs für die Sammlungs- und Ausstellungsräume übernimmt. Der Alt- und der Neubau überlappen einander und sind gleichzeitig durch eine Lichtfuge separiert. Entstanden ist ein goldenes Haus, dessen Fassade aus einer nicht-oxidierenden Kupfer-Aluminium-Legierung gefertigt ist. Die breiten Kanneluren verweisen auf die gegenüberliegenden Propyläen, der goldene Glanz auf die Farbgebung des historischen Villenbaus.
Das Lenbachhaus ist eines der ersten Museen, die ausschließlich mit Leuchtdioden und Tageslicht ausgeleuchtet werden. Dabei erlaubt das Kunstlicht eine Nachahmung des Tageslichts ebenso wie von Glühlampen. Die Beleuchtung wurde vom BMBF mit zwei Millionen Euro gefördert.

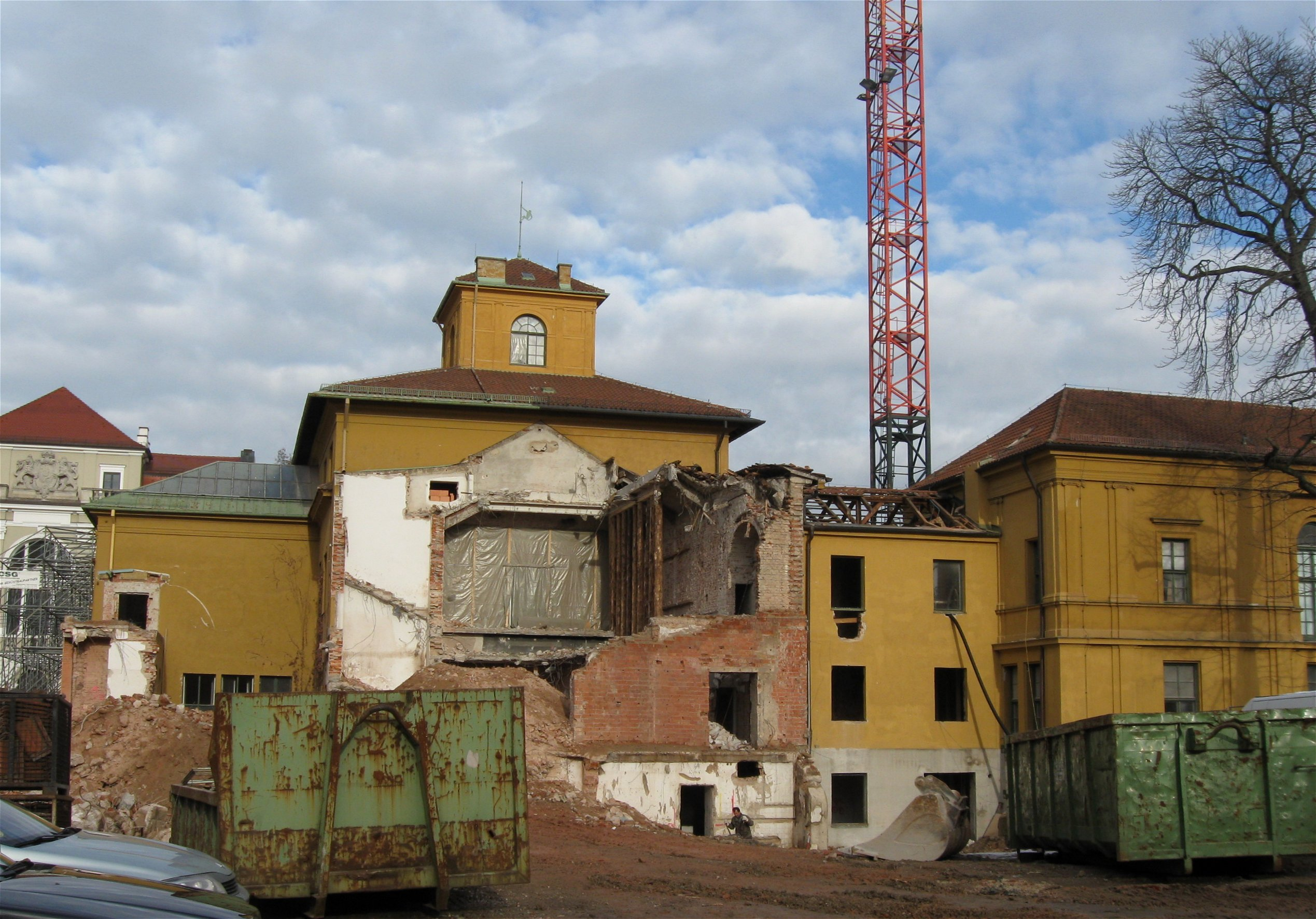
19. Januar 2010
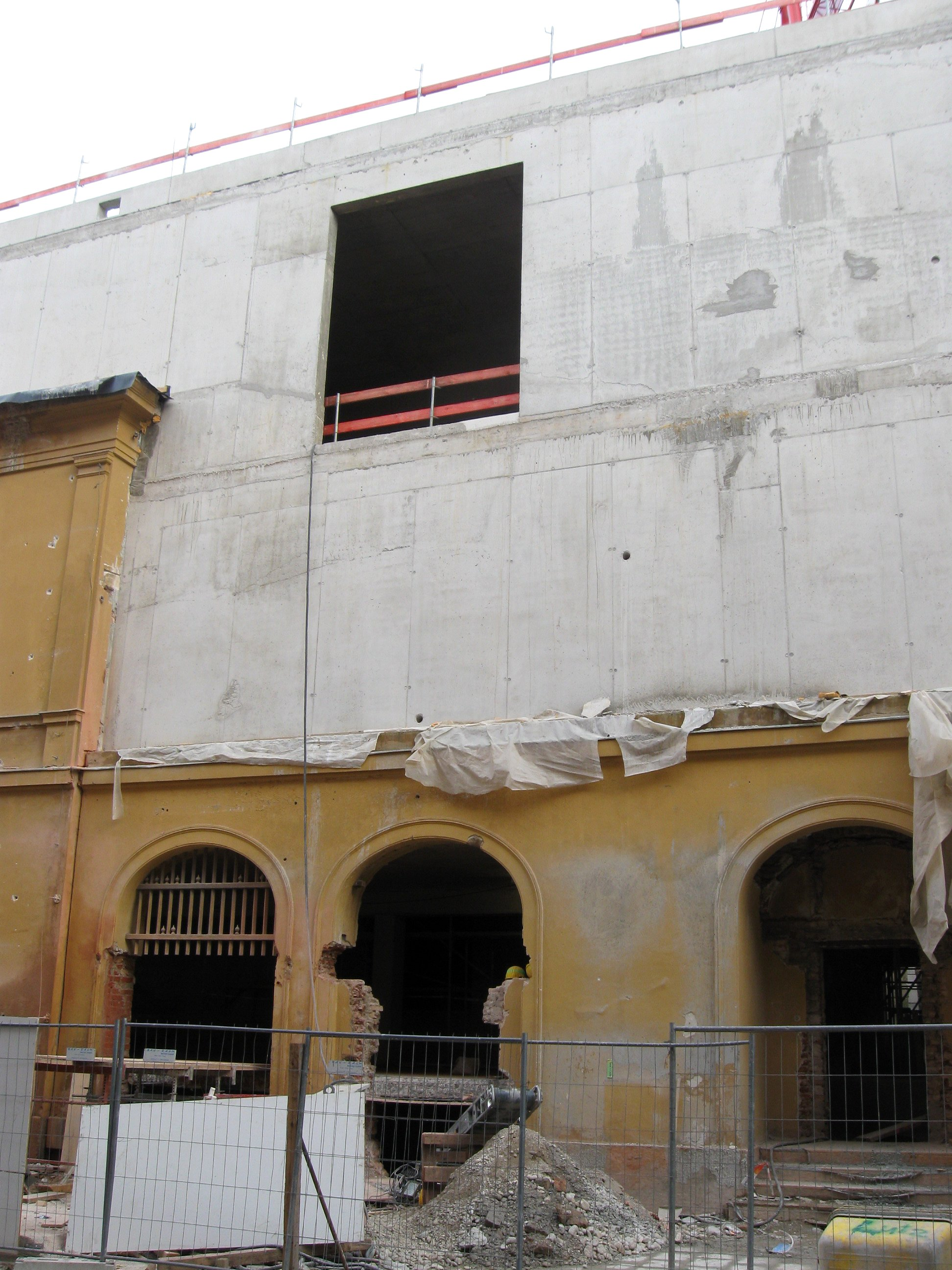
31. Oktober 2010
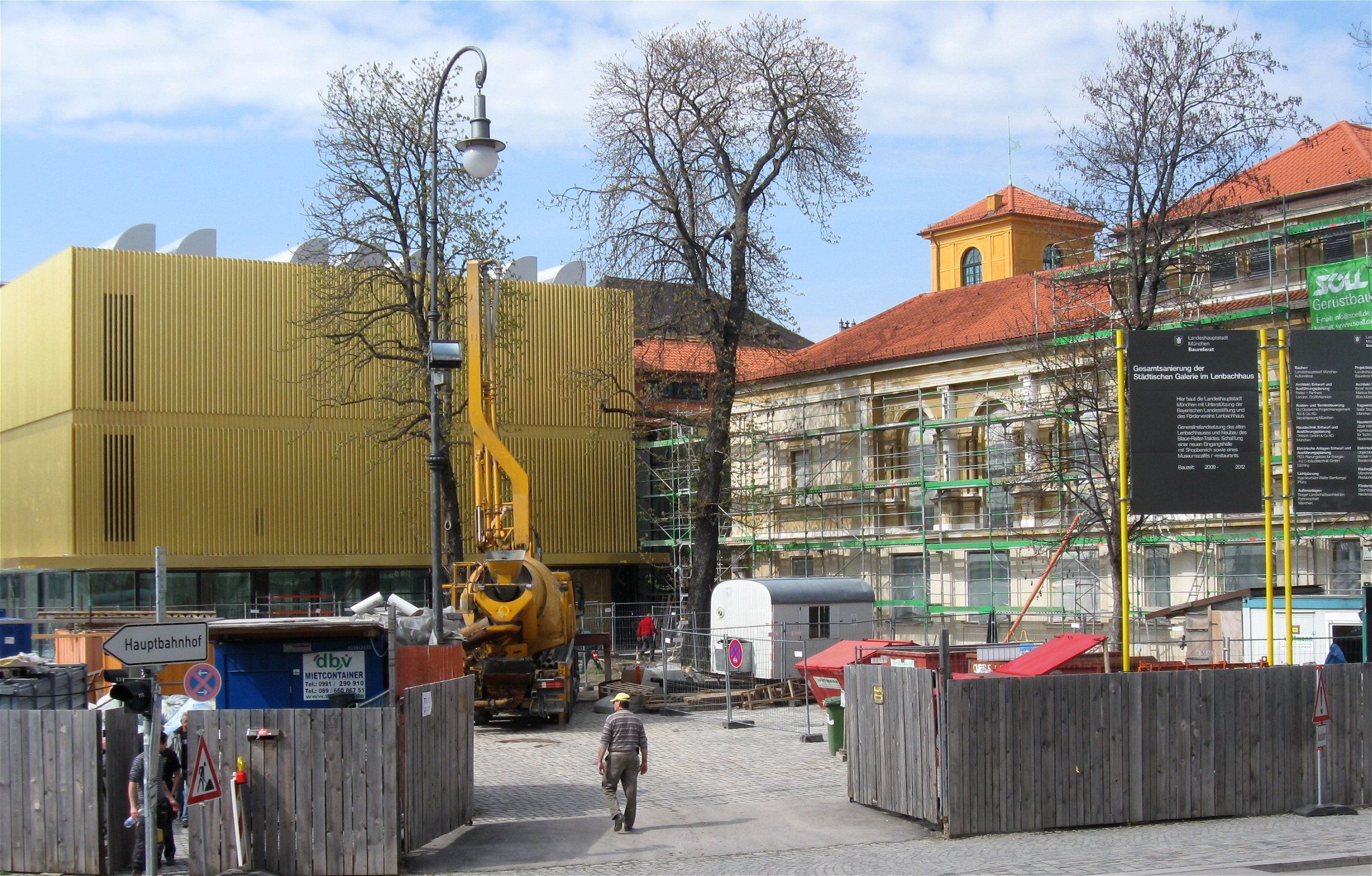
3. April 2012
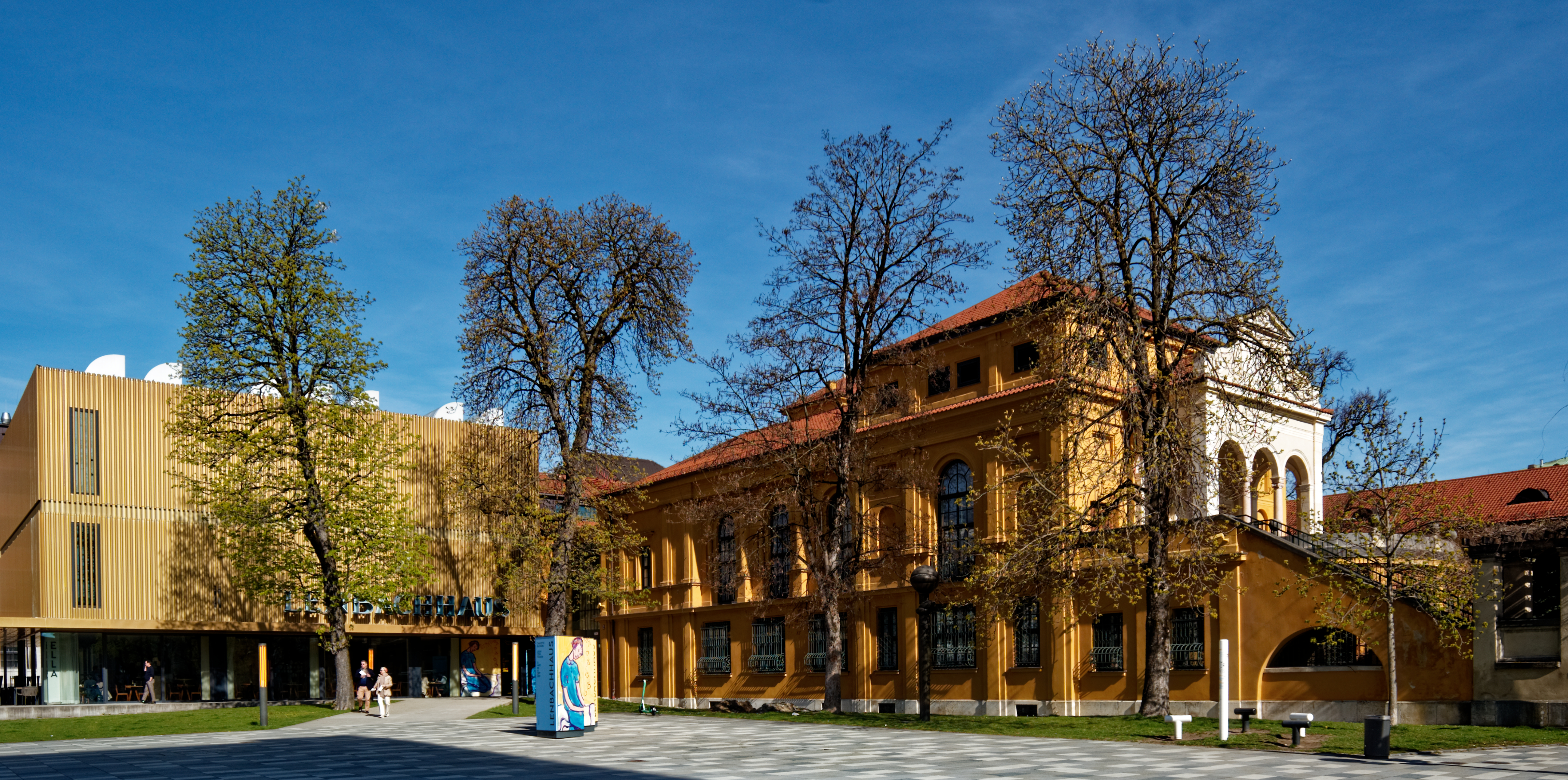
Ensemble 2023
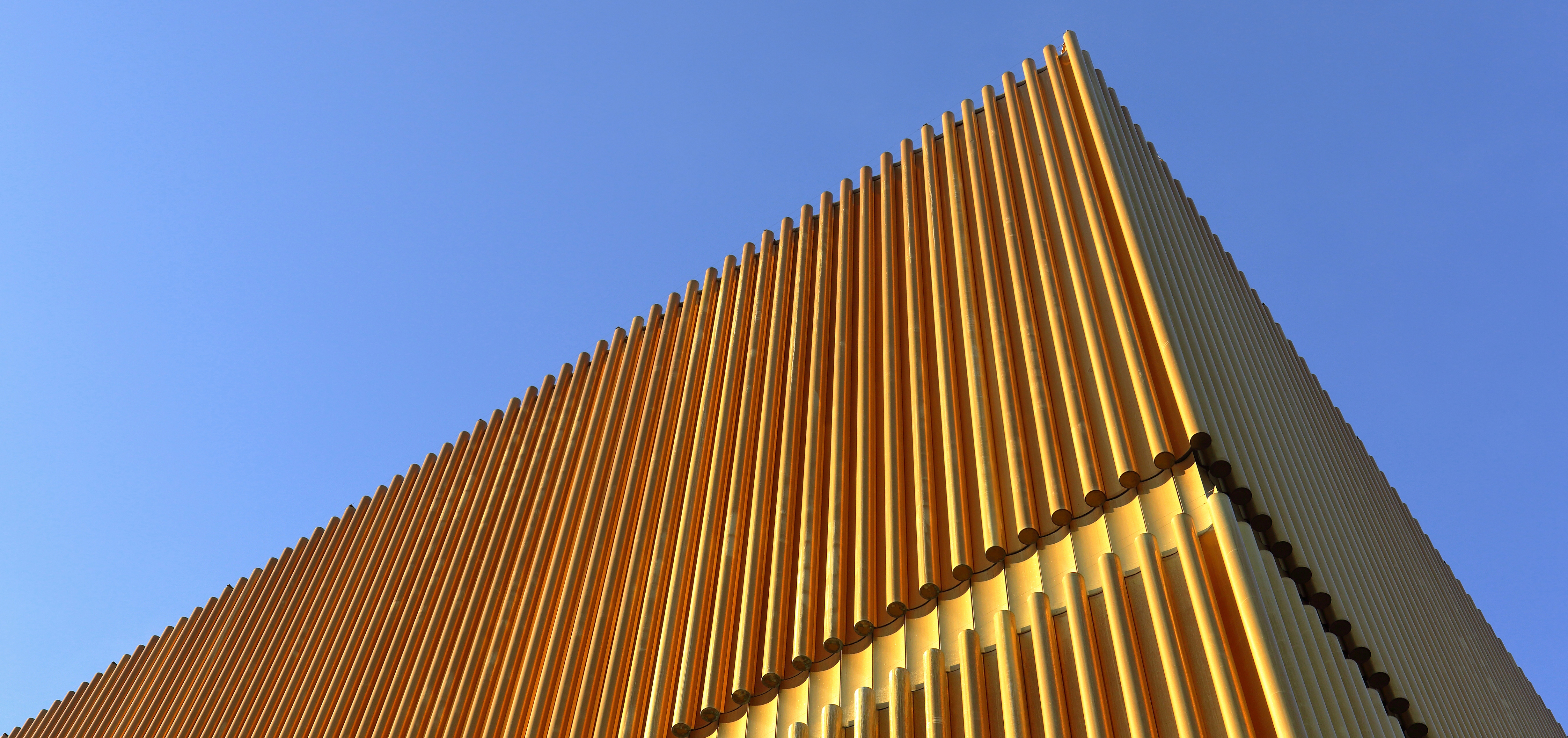
Fassade des Neubaus im Detail
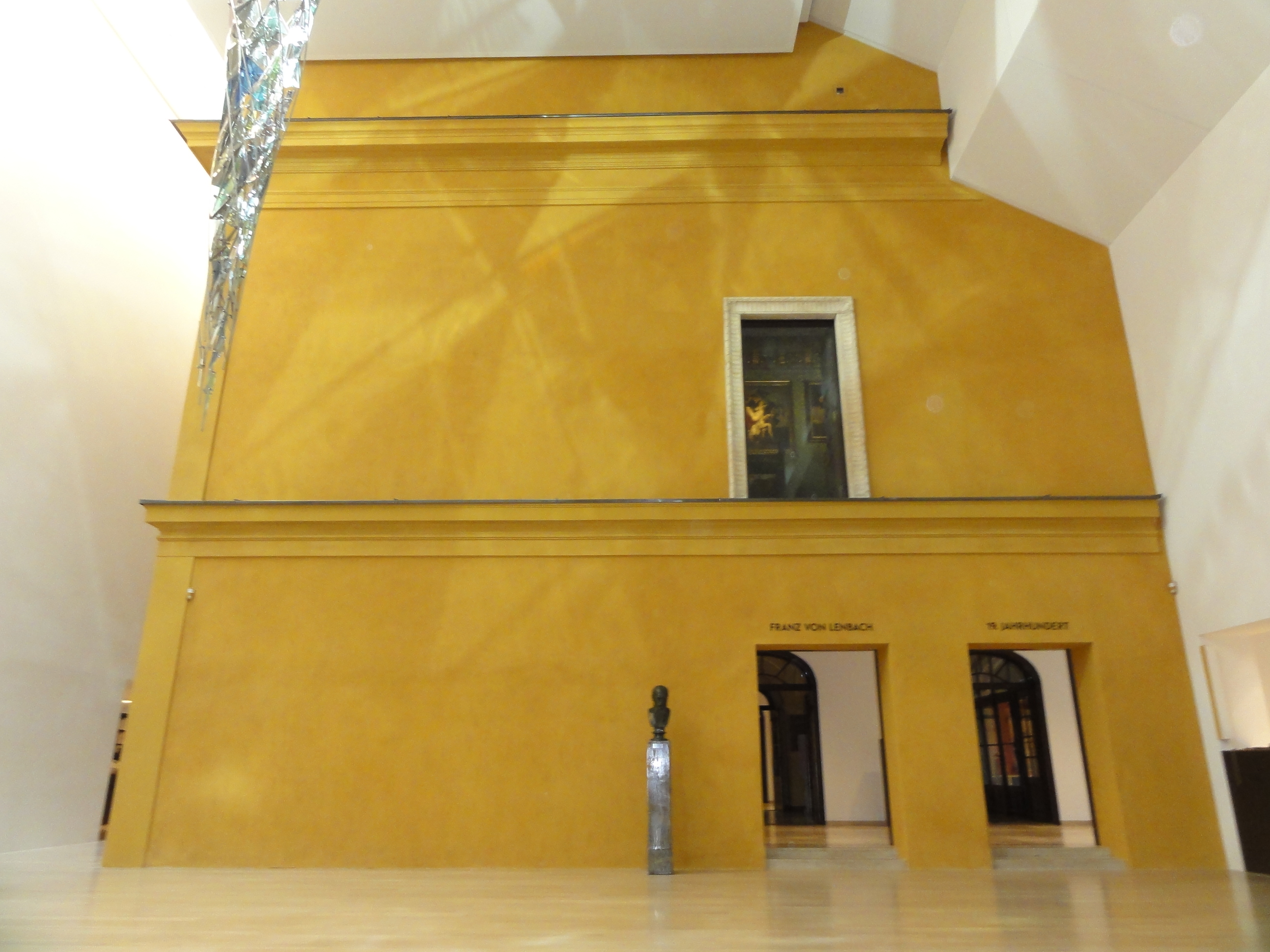
Teil der historischen Villa, die vom Neubau eingefasst wird.

## Denkmalschutz
Das Lenbachhaus steht unter Denkmalschutz und ist unter der Aktennummer D-1-62-000-4134 in der Denkmalliste des Bayerischen Landesamtes für Denkmalpflege erfasst.

## Filme
- Lenbachhaus München (= Museums-Check. Folge 24). Reportage, 30 Min., Moderation: Markus Brock, Produktion: 3sat. Erstausstrahlung: 15. Dezember 2013.[34]
- Die Retterin des „Blauen Reiter“. Reportage, 12 Min., Produktion: Bayerischer Rundfunk. Deutschland 2017 (Online in der ARD Mediathek).